# Georgi Frolowitsch Firsow
Georgi Frolowitsch Firsow (russisch Георгий Фролович Фирсов, in englischer Transliteration Georgij Frolovich Firsov, * 23. Märzjul. / 5. April 1917greg. in Priwetok (Spas-Demensk); † 24. Oktober 1960 auf dem Kosmodrom Baikonur) war ein sowjetischer Raketeningenieur.

## Leben
Georgi Frolowitsch Firsow wurde am 5. April als Sohn von Frol Charitonowitsch Firsow und Olimpiada Iwanowna Firsowa im Dorf  Priwetok im Rajon Spas-Demensk geboren.
Nach seiner Ausbildung am Moskauer Technikum für Schweißtechnik arbeitete Firsow im Flugzeugbau. Während des Zweiten Weltkrieges befasste er sich mit der Instandsetzung von Kampfflugzeugen in Ulan-Ude (Burjatien). Nach dem Krieg 1946 arbeitete er bei der NPO Energomasch in Chimki an Prüfungen und nachfolgenden Tests der Raketenantriebstechnik der deutschen V-2, wo er die Dokumentation, Archivierung und Standardisierung leitete. Ab 1955 war er in der Rüstungsindustrie tätig und dort speziell für Flugtests zuständig. Er war an der Entwicklung von Flüssigtreibstoffen und der Trägerrakete Wostok beteiligt. Als er am 24. Oktober 1960 an einem Testlauf der R-16 in Baikonur teilnahm, kam es zu einer Explosion, die über hundert Menschen in den Tod riss, siehe Nedelin-Katastrophe. Auch der stellvertretende Chefkonstrukteur Georgi Frolowitsch Firsow zählte zu den Opfern dieses Unglücks.

## Ehrungen
- Firsow wurde 1956 für die „Erfüllung eines Regierungssonderauftrags zur Entwicklung ballistischer Langstreckenraketen“ das Ehrenzeichen der Sowjetunion verliehen.
- Im Jahre 1959 wurde er für die „Erstellung von Spezialtechnik für das Raketensystem R-12“ mit dem Orden des Roten Banners der Arbeit ausgezeichnet.
- Posthum wurde ihm 1961 die Medaille „zu Ehren des Starts des weltweit ersten künstlichen Erdsatelliten in der UdSSR“ verliehen.[1]
- Im Jahre 1970 benannte die IAU den Mondkrater Firsov offiziell nach Georgi Frolowitsch Firsow.[4]